# Ranchette Estates (Teksas)
Ranchette Estates je naseljeno mjesto za statističke potrebe u američkoj saveznoj državi Teksas. Prema popisu stanovništva iz 2010. u njemu je živjelo 152 stanovnika.